# Kosmosiphon
Kosmosiphon, monotipični biljni rod iz porodice primogovki smješten u tribus Ruellieae, dio potporodice Acanthoideae. Jedina vrsta je K. azureus iz tropske Afrike (DR Kongo i Kamerun). Opisan je u Botanische Jahrbücher für Systematik, Pflanzengeschichte und Pflanzengeographie 49: 401. 1913.